# Venegono Superiore
Venegono Superiore és un municipi situat al territori de la província de Varese, a la regió de la Llombardia, (Itàlia).
Venegono Superiore limita amb els municipis de Binago, Castiglione Olona, Vedano Olona i Venegono Inferiore.